# Sonic Free Riders
Sonic Free Riders is het 3e spel uit de Sonic Riders-serie. Het is een vervolg op Sonic Riders en Sonic Riders: Zero Gravity.

## Gameplay
Het spel zal wederom hoverboardende Sonic-karakters bevatten en er zal geracet worden om de eerste plek op futuristische banen, net als in de vorige delen. Je bestuurt je racer met behulp van de Xbox 360 "Kinect", een nieuw accessoire voor het spelsysteem dat niet veel anders is dan het Wii-Balance Board. Door gebruik te maken van de Kinect is het mogelijk de personages te besturen door je lichaam te bewegen. 

## Personages
Vele personages zijn teruggekeerd. Er zijn ook een paar nieuwe gezichten.
Snelheid:
- Sonic the Hedgehog
- Jet the Hawk
- Shadow the Hedgehog
- Blaze the Cat
- Super Sonic
- Metal Sonic (nieuw)

Vliegend:
- Miles "Tails" Prower
- Wave the Swallow
- Rouge the Bat
- Silver the Hedgehog

Sterk:
- Knuckles the Echidna
- Storm the Albatross
- Dr. Eggman
- Vector the Crocodile (nieuw)

Andere:
- E-10000G
- E-10000B (nieuw)
- Xbox 360 Avatar (lijken op Mii's)

## Ontvangst
Het spel werd wisselend ontvangen:
| Beoordeeld door | Datum            | Score |
| --------------- | ---------------- | ----- |
| Softpedia       | 2 december 2010  | 95%   |
| Brash Games     | 1 december 2010  | 50%   |
| Fragland.net    | 29 december 2010 | 48%   |
| Jeuxvideo.com   | 11 november 2010 | 45%   |
| GameSpot        | 10 november 2010 | 45%   |
| Gaming Nexus    | 11 januari 2011  | 42%   |
| Games Radar     | 2 december 2010  | 40%   |
| 1UP             | 12 november 2010 | 25%   |